# Ramphastos
A Ramphastos a madarak (Aves) osztályának harkályalakúak (Piciformes) rendjébe, ezen belül a tukánfélék (Ramphastidae) családjába tartozó nem.
Családjának a típusneme.

## Tudnivalók
A Ramphastos-fajok Mexikótól kezdve Közép-Amerikán keresztül, egészen Dél-Amerikáig fordulnak elő. A trópusi és szubtrópusi erdők lakói. Nagyjából helyben ülő madarak, csak az évszakok változásával tesznek meg kisebb vándorutakat; azokat is csak a helybéli hegyekre és vissza. A tukánfélék közül ezek a legnagyobb fajok; hosszuk 42-61 centiméter között van. A tollruháik és a hatalmas csőreik nagyon színesek. Az összes fajnak a szárnya, farktolla és combja fekete; a tollazat többi része mindegyik fajnál más. A fák lombkoronái között élnek és fészkelnek. Egy-egy fészekalj, akár 2-4 fehér tojásból állhat. Az Austrophilopterus cancellosus nevű tetű az egyik legfőbb élősködőjük. Táplálékuk elsősorban gyümölcsökből áll, azonban étrendjüket rovarokkal és kisebb gerincesekkel egészítik ki.

## Rendszerezés
A nembe az alábbi 8-9 faj tartozik:
- óriástukán (Ramphastos toco) Statius Müller, 1776
- fehértorkú tukán (Ramphastos tucanus) Linnaeus, 1758 - típusfaj
- aranytorkú tukán (Ramphastos ambiguus) Swainson, 1823
- szivárványcsőrű tukán (Ramphastos sulfuratus) Lesson, 1830
- zöldcsőrű tukán (Ramphastos dicolorus) Linnaeus, 1766
- parti tukán (Ramphastos brevis) Meyer de Schauensee, 1945
- feketecsőrű tukán (Ramphastos vitellinus) Lichtenstein, 1823

- Ramphastos citreolaemus Gould, 1844[4] - besorolása vitatott; egyesek a feketecsőrű tukán, míg mások a fehértorkú tukán alfajának tekintik
- Swainson-tukán (Ramphastos swainsonii) Gould, 1833 - besorolása vitatott; egyesek az aranytorkú tukán alfajának tekintik

Korábban ebbe a madárnembe 6 másik tukánfaj is tartozott, azonban azokat a taxonokat más nemekbe helyezték át.

## Fordítás
- Ez a szócikk részben vagy egészben  a   Ramphastos című angol Wikipédia-szócikk ezen változatának fordításán alapul.  Az eredeti cikk szerkesztőit annak laptörténete sorolja fel. Ez a jelzés csupán a megfogalmazás eredetét és a szerzői jogokat jelzi, nem szolgál a cikkben szereplő információk forrásmegjelöléseként.